# Joachim Persson
Joachim Persson (født 23. maj 1983) er en dansk tidligere badmintonspiller.

## Karriere
Han spillede verdensmesterskab i 2006 i single for mænd, og han blev besejret i 3. runde af Lee Chong Wei 21-16, 21-12. Joachim Persson nåede finalen i Denmark Open Super Series 2008 og tabte i finalen til sin landsmand, Peter Gade.